# Germán Rivero
Germán Ariel Rivero (Garín, 17 marzo 1992) è un calciatore argentino, attaccante del Dep. Madryn.